# Ruda (powiat kozienicki)
Ruda – wieś sołecka w Polsce położona w województwie mazowieckim, w powiecie kozienickim, w gminie Kozienice.
Ruda Janikowska była duchowną osadą młyńską, kuźniczą, położona była w drugiej połowie XVI wieku w powiecie radomskim województwa sandomierskiego, własność opata sieciechowskiego, wchodziła w skład klucza janikowskiego. W latach 1975–1998 miejscowość należała administracyjnie do województwa radomskiego.
Wierni kościoła rzymskokatolickiego należą do parafii Najświętszego Serca Jezusowego i św. Leonarda w Brzeźnicy lub do parafii św. Maksymiliana Kolbe w Janikowie.